# Xestia mustelina
Xestia mustelina är en fjärilsart som beskrevs av Smith 1900. Xestia mustelina ingår i släktet Xestia och familjen nattflyn. Inga underarter finns listade i Catalogue of Life.